# 勒瓦勒 (北部省)
勒瓦勒（法語：Leval，法語發音：[ləval]）是法国上法蘭西大區北部省的一个市镇，位于该省东部，属于埃尔普河畔阿韦讷区。

## 地理
勒瓦勒（50°11'19"N, 3°50'18"E）面积5.89 平方千米，位于法国上法蘭西大區北部省，该省份为法国最北部的省份及最长的省份，西北濒北海，西接加来海峡省，南至埃纳省和索姆省，东与比利时接壤。
与勒瓦勒接壤的市镇（或旧市镇、城区）包括：欧努瓦-艾姆里、萨斯尼、贝尔莱蒙、埃尔普河畔栋皮埃尔、蒙索圣瓦、桑布尔河畔努瓦耶勒。

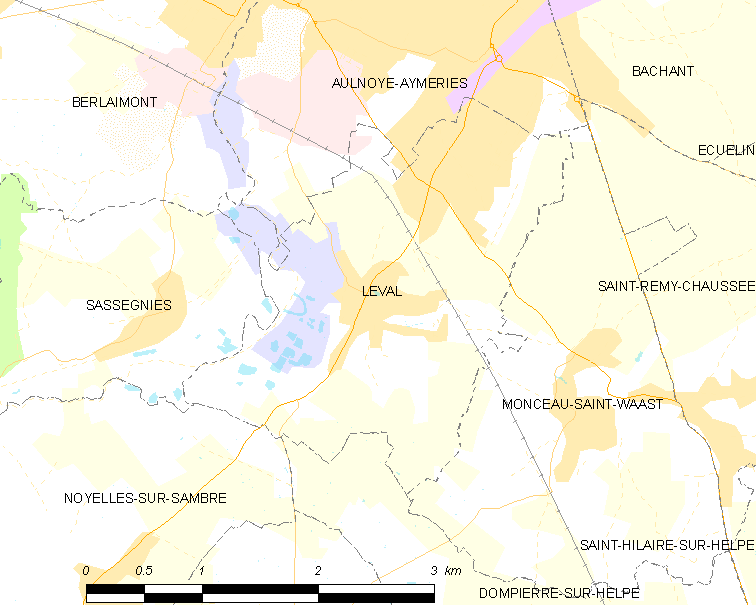
的OSM定位图

勒瓦勒的时区为UTC+01:00、UTC+02:00（夏令时）。

## 行政
勒瓦勒的邮政编码为59620，INSEE市镇编码为59344。

## 政治
勒瓦勒所属的省级选区为欧努瓦-艾姆里县。

## 人口

1962-2008年间人口变化图示

勒瓦勒于2022年1月1日时的人口数量为2483人。